# Championnat d'Irlande du Nord de football 1922-1923
Navigation
Édition précédente Édition suivante
Le vingt-neuvième Championnat d'Irlande du Nord de football se déroule en 1922-1923. Le championnat reste avec une formule à 6 clubs mais se prépare à prendre de l’ampleur en accueillant dès la saison suivante quatre nouvelles équipes et passer pour la première fois de son histoire à 10 clubs. Pour cela il n’y a aucune relégation organisée pour cette saison.
Linfield gagne son quatorzième titre de champion et le deuxième consécutif. Le club champion réalise aussi le doublé en remportant aussi la Coupe d’Irlande du Nord.

## Les 6 clubs participants
- Cliftonville
- Distillery
- Glenavon
- Glentoran
- Linfield
- Queen's Island

## Classement
| Rang | Équipe         | Pts | J  | G | N | P | Bp | Bc | Diff |
| ---- | -------------- | --- | -- | - | - | - | -- | -- | ---- |
| 1    | Linfield       | 16  | 10 | 7 | 2 | 1 | 20 | 5  | +15  |
| 2    | Queen's Island | 12  | 10 | 5 | 2 | 3 | 17 | 21 | -4   |
| 3    | Glentoran      | 11  | 10 | 4 | 3 | 3 | 14 | 9  | +5   |
| 4    | Distillery     | 10  | 10 | 4 | 2 | 4 | 12 | 13 | -1   |
| 5    | Cliftonville   | 6   | 10 | 2 | 2 | 6 | 11 | 19 | -8   |
| 6    | Glenavon       | 5   | 10 | 2 | 1 | 7 | 12 | 19 | -7   |

|  | Champion d'Irlande du Nord |
|  | Relégation                 |

## Bilan de la saison
| Tableau d'Honneur                         |           |
| Compétition                               | Vainqueur |
| Championnat d'Irlande du Nord de football | Linfield  |
| Coupe d'Irlande du Nord de football       | Linfield  |

| Promotions et relégations |       |
| Relégués                  | Aucun |
| Promus                    | Aucun |